# Couvent Santa Maria della Consolazione

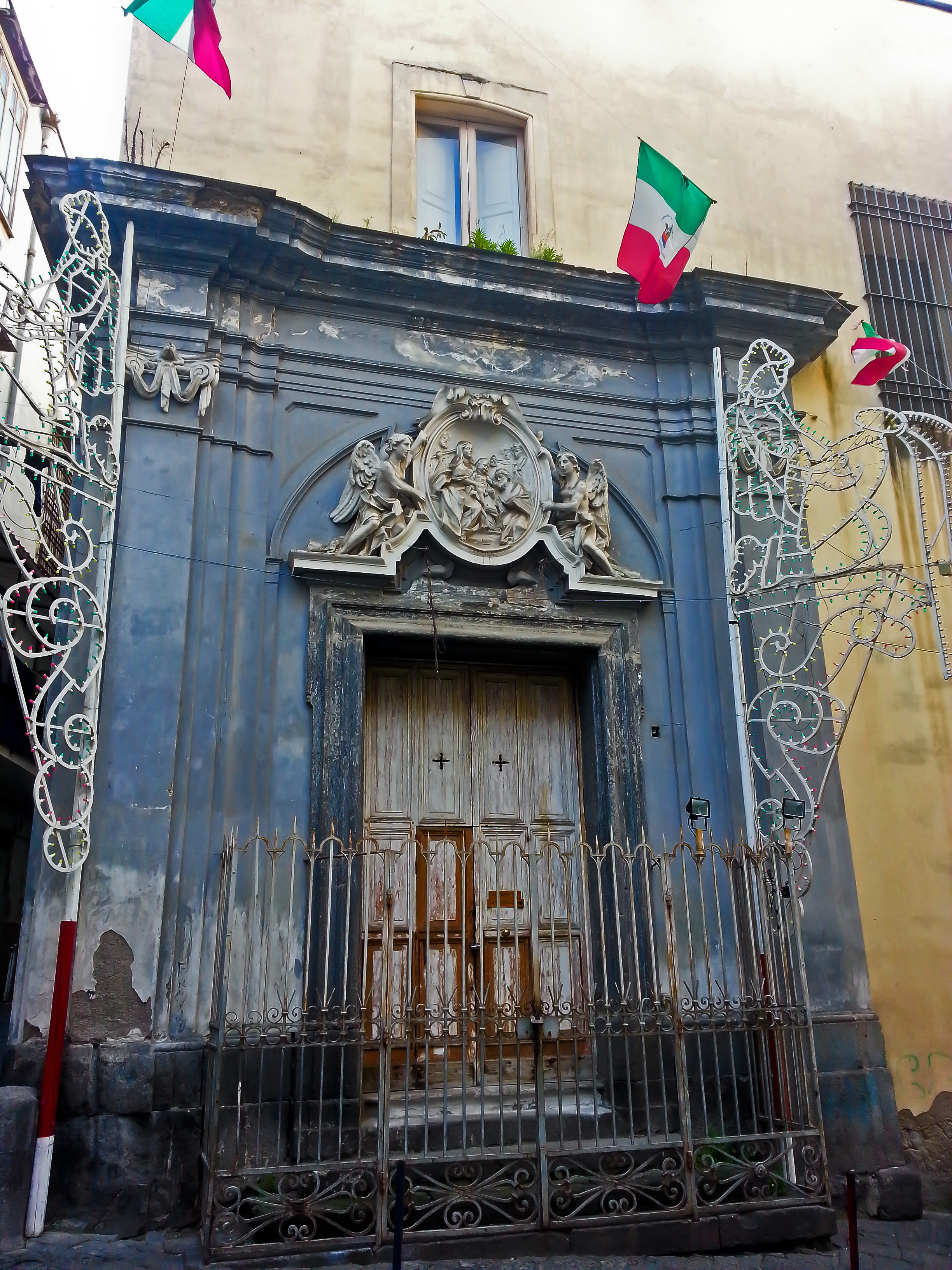
Façade baroque de l'église.

Le couvent Santa Maria della Consolazione est un ancien couvent situé dans le centre historique de Naples, via della Consolazione.

## Histoire et description
L'église et son couvent sont fondés au XVIe siècle. L'ensemble est remanié dans la seconde moitié du XVIIIe siècle par Arcangelo Guglielmelli qui y réalise un des intérieurs baroques les plus exquis de Naples. Au XIXe siècle, le couvent est supprimé et laisse la place à un établissement géré par l'hôpital des Incurables.
La façade est caractérisée par un ordre unique de lésènes ioniques qui flanquent un portail orné de stucs, surmonté d'un médaillon soutenu par deux anges et représentant la Vierge à l'Enfant.
L'intérieur est décoré de stucs dessinés par Guglielmelli, aidé de Domenico Santullo. Il est scandé par des lésènes d'ordre corinthien qui délimitent les niches latérales.
L'ancien couvent présente un portail de piperno qui est aujourd'hui muré. On aperçoit à l'intérieur au rez-de-chaussée des arcs de lésènes formant un portique. C'est aujourd'hui un immeuble privé dans un état qui nécessite une restauration urgente.

## Source de la traduction
- (it) Cet article est partiellement ou en totalité issu de l’article de Wikipédia en italien intitulé « Complesso di Santa Maria della Consolazione » (voir la liste des auteurs).